# Ellie Kendrick
Ellie Kendrick, född 6 juni 1990 i Greenwich, London, är en brittisk skådespelerska.

## Rollista i urval
- 2006 – I mördarens spår (TV-serie)
- 2009 – An Education
- 2009 – The Diary of Anne Frank (TV-serie)
- 2010 – Upstairs Downstairs (TV-serie)
- 2013 – Misfits (TV-serie)
- 2013–2017 – Game of Thrones (TV-serie)
- 2016 – Whisky Galore!
- 2020 – Cobra (TV-serie)